# Strana regionů
Strana regionů (ukrajinsky Партія регіонів / Partija rehioniv; rusky Партия регионов / Partija regionov) byla jedna z hlavních politických stran na Ukrajině. Jejím předsedou je bývalý premiér země Mykola Azarov.

## Vznik a název
Strana vznikla 26. října 1997 jako Strana regionálního obrození Ukrajiny (Партія регіонального відродження України), pod současným názvem vystupuje od roku 2001. V parlamentních volbách 1998 získala strana necelé 1 % hlasů, avšak v dalším roce vstoupila do bloku Naše volba – Leonid Kučma!, který podporoval Kučmovo znovuzvolení prezidentem Ukrajiny. Roku 2000 se sjednotila se Stranou práce, Stranou za krásnou Ukrajinu a Stranou důchodců Ukrajiny. Následujícího roku přijala současný kratší název a v čele stanul Mykola Azarov, jejž roku 2002 vystřídal Bolodymyr Semynoženko a na V. stranickém sjezdu roku 2003 pak Viktor Janukovyč.

## Období Oranžové revoluce
V prezidentských volbách 2004 se strana přiklonila k levicovějšímu populismu a podařilo se jí přebrat většinu hlasů do té doby silných ukrajinských komunistů. Podezření z falšování výsledků však vedlo k tzv. Oranžové revoluci, po níž zůstala Ukrajina poměrně ostře rozdělena mezi příznivce spíše prozápadní či ukrajinsko-nacionalistické politiky (Tymošenková, Juščenko) a mezi zastánce proruské Janukovyčovy Strany regionů, jejímiž hlavními programovými body jsou znovuzavedení ruštiny jako druhého jazyka, posílení vlivu oblastí, resp. možnost federativního uspořádání. Strana měla (a dodnes má) mj. podporu ruského prezidenta Putina a bývalého ukrajinského prezidenta Kučmy.

## Od roku 2006

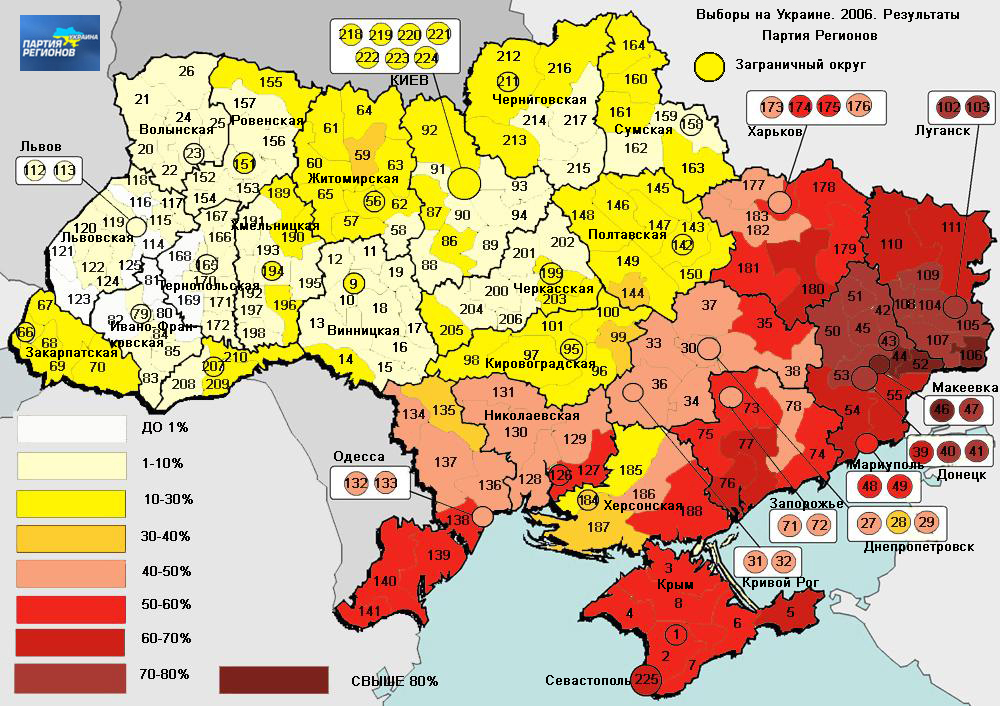
Strana regionů v parlamentních volbách 2006

V parlamentních volbách 2006 získala Strana regionů 32,1 % hlasů, v předčasných volbách 2007 pak 34,4 %. Strana má podporu především v ruskojazyčných oblastech jižní a východní Ukrajiny (viz mapku), zejména na Donbasu (v některých obvodech přes 90 %), na Krymu a v okolí Oděsy; na západní Ukrajině (zejm. v Haliči) má strana naopak takřka nulovou podporu (výjimkou je Zakarpatí, kde si Janukovyč získal část rusínských voličů příslibem federativního uspořádání).

## Kontroverze
Kromě skandálů ohledně falšování volebních výsledků a Janukovyčových trestných činů v mládí je strana obviňována ze styků s mafií. Kvůli podezření ze styku s organizovaným zločinem byl v dubnu 2005 zatčen předseda doněcké stranické centrály Borys Kolesnykov, což ovšem Strana regionů, octnuvší se nově v opozici, označila za akt politické perzekuce.

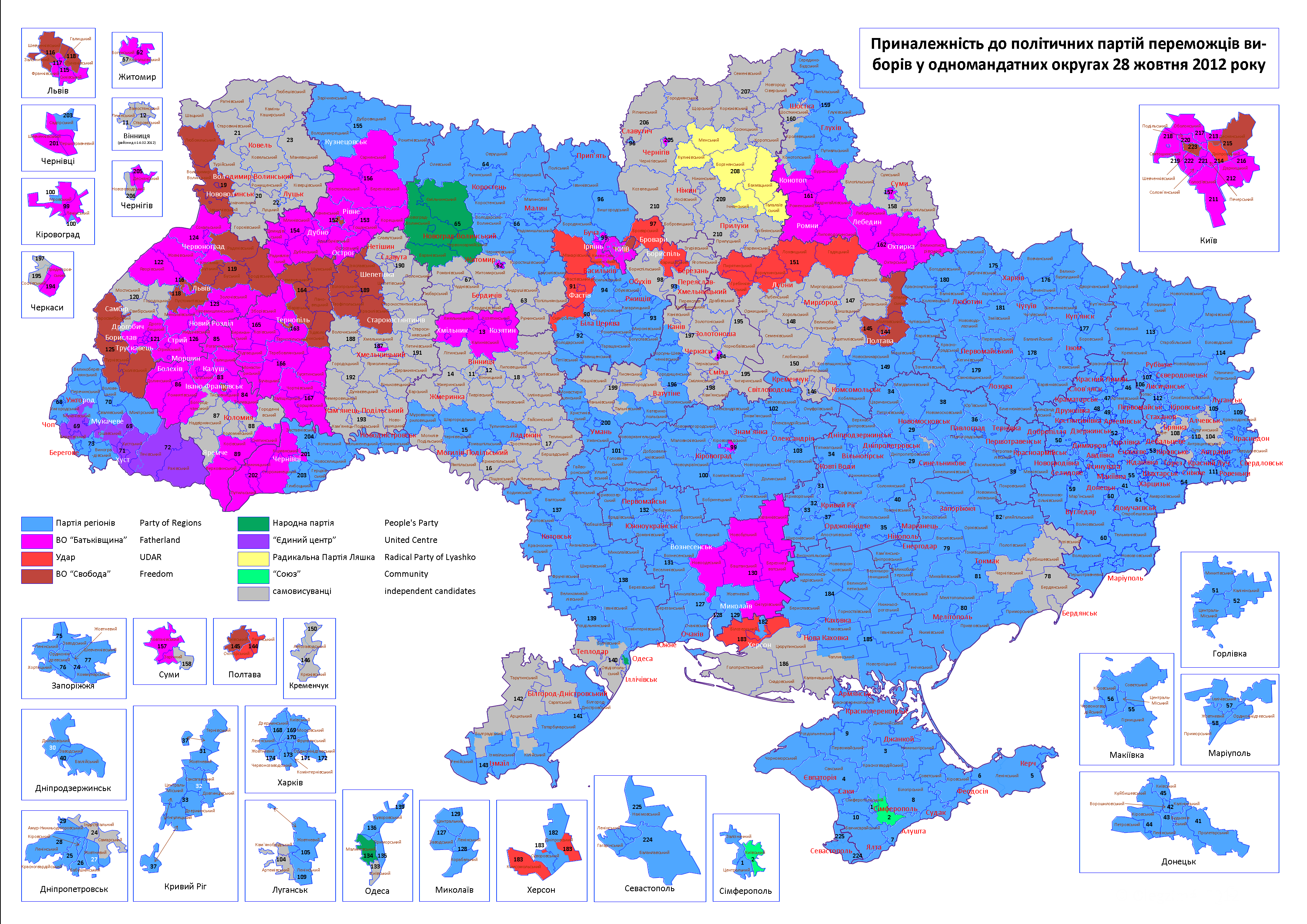
Parlamentní volby v roce 2012 - jednomandátové okruhy. Vítězství Strany Regionů je znázorněno modře

## Evropská integrace
Na otázku ohledně evropské integrace panují dva rozdílné pohledy. Prezident Viktor Janukovyč opakovaně zdůrazňoval své proevropské postoje, experti ale popsali Stranu regionů jako euroskeptickou.
Strana je dle oficiálního stanoviska pro zvýšení evropské integrace, ale jen v rámci toho, co je výhodné pro Ukrajinu.